# Dactylispa chujoi
Dactylispa chujoi là một loài bọ cánh cứng trong họ Chrysomelidae. Loài này được Shirozu miêu tả khoa học năm 1957.